# نووسبحان‌گولوو
نووسبحان‌گولوو (انگلیسی: Novosubkhangulovo) یک شهرک در شهرستان بورزیانسکی باشقیرستان کشور روسیه است.